# نفودينة
النفودينة (الاسم العلمي: Nefudina)، هي جنس وحيد النوع من الوحيات الأدمية من رتبة أسماك الراين من أوائل مرحلة الإمسي في شمال شرق السعودية. والمعروف منها شظايا الجمجمية وحراشف.